# 平南西湖站
平南西湖站（韓語：평남서호역）是朝鮮民主主義人民共和國平安南道文德郡的一個鐵路車站，属于安州煤矿线。

## 邻近车站
安州煤矿线
汰香站 - 平南西湖站 - 西市站